# Генлейн, Конрад
Конрад Эрнст Эдуард Генлейн (также Генлайн и Хенляйн, нем. Konrad Henlein; 6 мая 1898, Мафферсдорф — 10 мая 1945, Пльзень) —  политический деятель Судетской области. Лидер чехословацких фольксдойче, основатель Судето-немецкой партии в Чехословакии, по крайней мере, с весны 1938 года прямо действовавшей в интересах гитлеровской Германии. Глава рейхсгау Судетланд.

## Биография

### Ранние годы
Родился 6 мая 1898 года в Мафферсдорфе (ныне Вратиславице) в Богемии (Австро-Венгрия), в семье клерка. Отец его матери был чехом, что Генлейну впоследствии пришлось скрывать. Во время Первой мировой войны Генлейн поступил добровольцем (нем. Kriegsfreiwilliger) в австро-венгерскую армию. С мая 1916 по ноябрь 1917 года он воевал в Доломитах на итальянском фронте. Во время боевых действий Генлейн был ранен и захвачен в плен итальянскими войсками. До конца войны он содержался в лагере для военнопленных на итальянском острове Асинара (у берегов Сардинии). В плену Генлейн занимался изучением деятельности немецкого патриота и педагога Фридриха Людвига Яна. В 1919 году он вернулся в родной город Габлонц, который вошёл в состав образованной Чехословакии и устроился на работу в банк.
В 1925 году Генлейн переехал в Аш и стал учителем гимнастики в школе. С этого времени он активно участвует в общественной жизни судетских немцев.

### Политическая деятельность
С 1931 — глава Немецкой гимнастической ассоциации в Чехословакии. С 1 октября 1933 — глава партии Судетонемецкий патриотический фронт, требовавшей автономии судетских немцев в рамках Чехословакии. Сыграл большую роль в политической консолидации немцев всей Чехословакии, до этого разобщённых как в плане национального самосознания, так и политически. В 1935 году партия поменяла название, став Судетской немецкой партией (СДП). Президент Томаш Масарик счёл Генлейна «честным человеком» и допустил его партию к выборам, несмотря на возражения некоторых влиятельных деятелей своего окружения. Хотя СДП была далеко не единственной партией немцев Чехословакии, её громкая победа на парламентских выборах 1935 г. (где она набрала больше голосов, чем любая из «чехословацких» партий) подтвердила её претензии на политическое представительство всего национального меньшинства, и в дальнейшем она рассматривалась руководством страны именно в этом качестве. Впрочем, от участия в чехословацком правительстве Генлейн отказался, хотя министры от других немецких партий в него вошли. Победа СДП в 1935 г. негативно сказалась на перспективах политической системы Чехословакии, вызвала у политиков различных направлений ощущение краха государства и нацистской угрозы.
После Мюнхенских соглашений Генлейн вступил в НСДАП и был назначен рейхскомиссаром Судетской области. 1 мая 1939 назначен гауляйтером и рейхсштатхальтером новой рейхсгау Судеты. Имел звание обергруппенфюрера СС.

### Смерть
В мае 1945 попал в плен американской армии и покончил с собой 10 мая 1945, разбив очки и перерезав стёклами паховую вену.

## Анализ политических позиций
Спорен вопрос о том, был ли Генлейн нацистом с самого начала и действовал ли он уже с первых шагов как агент Гитлера по разрушению Чехословакии. Поддержкой Гитлера (в том числе финансовой) он пользовался уже с 1933—1934 гг. Однако идеология Генлейна на первых порах была скорее консервативной, «австро-венгерской», чем прямо нацистской, и он долгое время заявлял о верности целостному государству, лично Масарику и даже демократии, умело создавая с расчётом на британское и французское общественное мнение образ борца за интересы национального меньшинства. Возможно, какое-то время он пытался лишь использовать в своих интересах и нацистскую Германию. Но после совещания Гитлера с Генлейном 28 марта 1938 г. деятельность генлейновской партии как «пятой колонны» нацизма уже не подлежит сомнению.